# حروب الأساقفة
حروب الأساقفة (بالإنجليزية: Bishops' Wars)‏ بين عامي 1639 و1640 هي أولى الصراعات المعروفة إجمالًا باسم حروب الممالك الثلاث في اسكتلندا وإنجلترا وإيرلندا في الفترة من 1638 حتى 1651. تشمل هذه الحروب حرب الإحدى عشر عام والحروب الأهلية الإنجليزية الأولى والثانية والثالثة واحتلال كرومويل لأيرلندا.
نشأ أصل تلك النزاعات حول حكم كنيسة اسكتلندا، والمعروفة شعبيًا باسم كيرك، ويعود تاريخها إلى ثمانينيات القرن الخامس عشر. أيَّد الفرسان الإقطاعيين حكم الأساقفة، في حين أيَّد معظم الاسكتلنديين حكم الكنيسة المشيخية التي يرأسها القسيس. في القرن السابع عشر، كانت المناقشات حول الممارسة الدينية والبنيوية مرتبطة ارتباطًا وثيقًا بوجهات نظر مختلفة للسلطة والحكم؛ ونتيجة لهذا، أدَّى الصراع إلى تغييرات كبرى في النظام السياسي الإسكتلندي، فضلًا عن النظام الكَنَسي.
وصلت الأمور إلى ذروتها عام 1637عندما حاول تشارلز الأول ملك إنجلترا فرض توحيد الممارسات على الكنيسة المشيخية وكنيسة إنجلترا، الأمر الذي لاقى معارضة كبيرة من قِبَل القساوسة وأتباع التطهيرية. وقد تعهد العهد الوطني لعام 1638 بمعارضة مثل هذه «التجديدات»، وفي ديسمبر صوتت الجمعية العامة لكنيسة اسكتلندا بطرد الأساقفة من كيرك. ثم أعقب ذلك في أغسطس عام 1639 سلسلة من القوانين التي سنَّها برلمان اسكتلندا والتي كانت بمثابة ثورة دستورية.
هزم أولياء العهد محاولات الملك تشارلز لإعادة فرض سلطته في عامي 1639 و1640، وتمكنوا من السيطرة على اسكتلندا، لكنهم سعوا للحصول على الدعم من المتعاطفين في أولستر وإنجلترا من أجل حماية المنطقة. وبما أن تشارلز قام بالسعي وراء الشيء ذاته، فلم تكن نتيجة هذا زعزعة استقرار اسكتلندا فحسب، بل إنجلترا وأيرلندا أيضًا، الأمر الذي انتهى بشنّ حروب الممالك الثلاث.

## الخلفية
عُدَّ الإصلاح البروتستانتي سبباً في تأسيس كنيسة اسكتلندا، أو «كيرك»، التي تتبع «المشيخية» في البُنية و«الكالفينية» في العقيدة. في حين أن «الكنيسة المشيخية» و«الأسقفية» تعني الآن اختلافات في كل من الحكم والعقيدة، إلا أن هذه لم تكن الحال في القرن السابع عشر. كانت الهياكل الأسقفية محكومة من قبل الأساقفة، وعادةً ما يعينهم الملك، والمشيخيين من قِبَل الكهنة، وينتخبهم الوزراء والشيوخ. كانت الحجج حول دور الأساقفة في السياسة وقوة الملك مثل الممارسة الدينية.
كانت الغالبية العظمى من الاسكتلنديين، سواء أولياء العهد أو الفرسان الإقطاعيين، يعتقدون أن المَلكية «المنظمة» كانت أمرًا إلهيًا؛ لكنهم اختلفوا حول ما تعنيه كلمة «منظمة»، وعلى الذين كانوا يملكون السلطة المطلقة في الشؤون الدينية. بشكل عام، كان الفرسان الإقطاعيين ينظرون إلى الملك باعتباره رئيس الكنيسة والدولة، بينما اعتبر أولياء العهد أن هذا ينطبق فقط على الأمور العلمانية، وأن «يسوع... هو ملك الكيرك». ومع ذلك، ثمَّة العديد من العوامل الأخرى، بما في ذلك الولاء القومي للكيرك، والدوافع الفردية التي كانت معقدة للغاية؛ حارب جيمس غراعام من أجل العهد في عامي 1639 و1640، ثم أصبح من الفرسان الإقطاعيين، إذ كان تبديل الصفوف أمرًا شائعًا طوال تلك الفترة.
عندما نجح جيمس السادس والأول في تولّي عرش إنكلترا عام 1603، كان ينظر إلى الكنيسة الموحدة لاسكتلندا وإنجلترا كخطوة أولى في خلق دولة مركزية الوحدوية. تمَّ تبني هذه السياسة من قِبَل ابنه تشارلز الأول، لكنهما اختلفا جدًا فيما يتعلق بالعقيدة؛ إذ اعتبر العديد من الاسكتلنديين والتطهيريين أن الإصلاحات التي قام بها الملك تشارلز لكنيسة إنجلترا كاثوليكية في أساسها.
عُدَّ هذا الأمر هامًا لأن الخوف من التطهيريين ظلَّ واسع الانتشار، على الرغم من أنه اقتصر في اسكتلندا على بعض الأرستقراطيين وفي مناطق المرتفعات والجزر النائية. قاتل الاسكتلنديون في حرب الثلاثين عامًا، والتي صُنفت من قائمة الحروب والكوارث البشرية حسب عدد القتلى، في حين تمتعت اسكتلندا بروابط اقتصادية وثقافية وثيقة مع جمهورية هولندا، ثم شاركت في حرب الثمانين عامًا من أجل الاستقلال عن أسبانيا الكاثوليكية. فضلًا عن ذلك فقد تلقى العديد من الطلاب تعليمهم في جامعات كالفينية فرنسية، والتي تم قمعها أثناء ثورات الهوغونوتيون.
كان المفهوم العام الذي تعرضت له أوروبا البروتستانتية تعرضت للهجوم يعني زيادة الحساسية إزاء التغيرات في ممارسة الكنيسة؛ في عام 1636، استُبدل كتاب جون نوكس حول الانضباط بكتاب شرائعي جديد وبموجبه تمَّ عزل أي شخص يقوم بإنكار تفوق الملك في شؤون الكنيسة. في عام 1637، عندما تبعه كتاب جديد للصلاة المشتركة، أدَّى ذلك إلى غضب وشغب واسعي النطاق، إذ قيل أنه تم رميه من على الكرسي من قِبَل جيني جيدس أثناء الخدمة في كاتدرائية سانت جيليس.
في فبراير 1638، وافق ممثلو قطاعات المجتمع الإسكتلندي على العهد الوطني، متعهدين بمقاومة «التجديدات«. لاقى التأييد للعهد انتشارًا واسعًا إلا في أبردينشاير وبانف، اللتان تُعتبران معقلي للمقاومة المَلكية والأسقفية على مدى الستين عامًا التي تلت ذلك. وقد أيَّد أرشيبالد كامبل إلى جانب ستة أعضاء آخرين في مجلس الملكة الإسكتلندي العهد الوطني.
وافق تشارلز على تأجيل مناقشة القوانين الجديدة إلى الجمعية العامة لكنيسة اسكتلندا، لكنه أوضح لمؤيديه أنه لا يعتزم تقديم أي تنازلات. ومع إدراكها لهذا، عندما اجتمعت الجمعية في غلاسكو في ديسمبر رفضت أي التغييرات وطردت الأساقفة من كيرك وأكدت على حقها في الاجتماع سنويًا وليس عندما يوافق الملك على ذلك فقط. نصح جيمس هاملتون الملك تشارلز بعدم وجود بديل للحرب في ذلك الوقت.